# Nebelspalter
Nebelspalter. Das Humor und Satire Magazin – szwajcarskie czasopismo o tematyce satyrycznej, ukazujące się od 1875. Od momentu zamknięcia brytyjskiego tygodnika Punch (1841–2002) jest najstarszym na świecie tytułem o tej tematyce.
Ukazuje się dziesięć razy w roku (z wyjątkiem stycznia i sierpnia), w pierwszy piątek miesiąca, w nakładzie 20 000 egzemplarzy. Według wyników badań czytelnictwa, każdy egzemplarz czyta ponad 10 osób. Na co dzień nazwa magazynu często jest zdrabniana do formy Nebi.
W latach 30. XX wieku wychodzący co tydzień Nebelspalter zajął pozycję antytotalitarną. Ogromną popularnością cieszyły się jego ilustracje wymierzone zarówno przeciwko systemowi totalitarnemu ZSRR, jak i III Rzeszy, dlatego jego lektura była w zakazana w nazistowskich Niemczech. Już w 1934 czasopismo to przewidziało zresztą sojusz obydwu systemów. W ciągu roku przed wybuchem II wojny światowej opublikowano 54 karykatury Hitlera, natomiast w czasie wojny, kiedy stało się to zakazane (cenzura wojenna) - zaledwie osiem. W ciągu całej wojny oficjalnej ingerencji cenzury poddano tylko jeden numer, zawierający przedruk z niemieckiej prasy podziemnej, co stało się obiektem interwencji ambasady III Rzeszy. Najlepszym okresem w dziejach magazynu były lata 70., kiedy pismo miało imponujący nakład 70 000 egzemplarzy i było prawdziwą kuźnią talentów dziennikarskich (rysowników i piszących). Lata 90. wymusiły na wydawcy drastyczne zmiany: cyklu wydawniczego, zmniejszenia nakładu, szaty graficznej oraz zawartości.